# Cryptarchinae
Sous-famille
Les Cryptarchinae sont une sous-famille d'insectes de l'ordre des coléoptères.

## Liste des genres et tribus
Selon BioLib (11 novembre 2018) :
- tribu des Arhinini Kirejtshuk, 1987
- tribu des Cryptarchini Thomson, 1859
  - genre Cryptarcha Shuckard, 1839
- tribu des Eucalosphaerini Kirejtshuk, 1987
- tribu des Platyarchini Kirejtshuk, 1998
- genre Glischrochilus Reitter, 1873
- genre Pityophagus Shuckard, 1839